# Palazzo Ducale (Tagliacozzo)
Palazzo Ducale è un edificio storico di Tagliacozzo (AQ) situato nel centro storico della cittadina abruzzese. Fu la sede amministrativa della contea e del ducato di Tagliacozzo, feudi delle nobili famiglie degli Orsini e dei Colonna dall'epoca medievale all'inizio dell'Ottocento.

## Storia

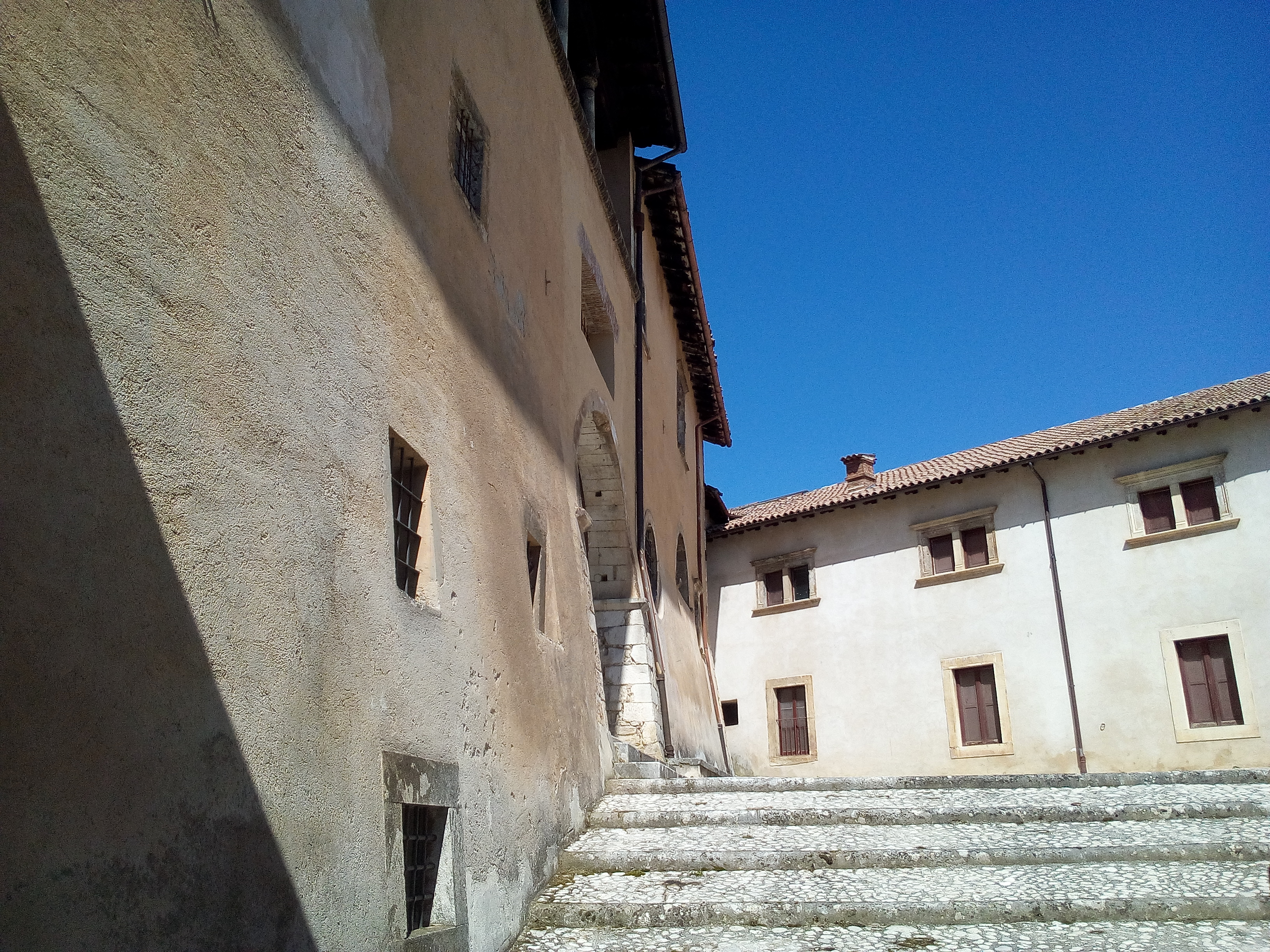
Ingresso del palazzo

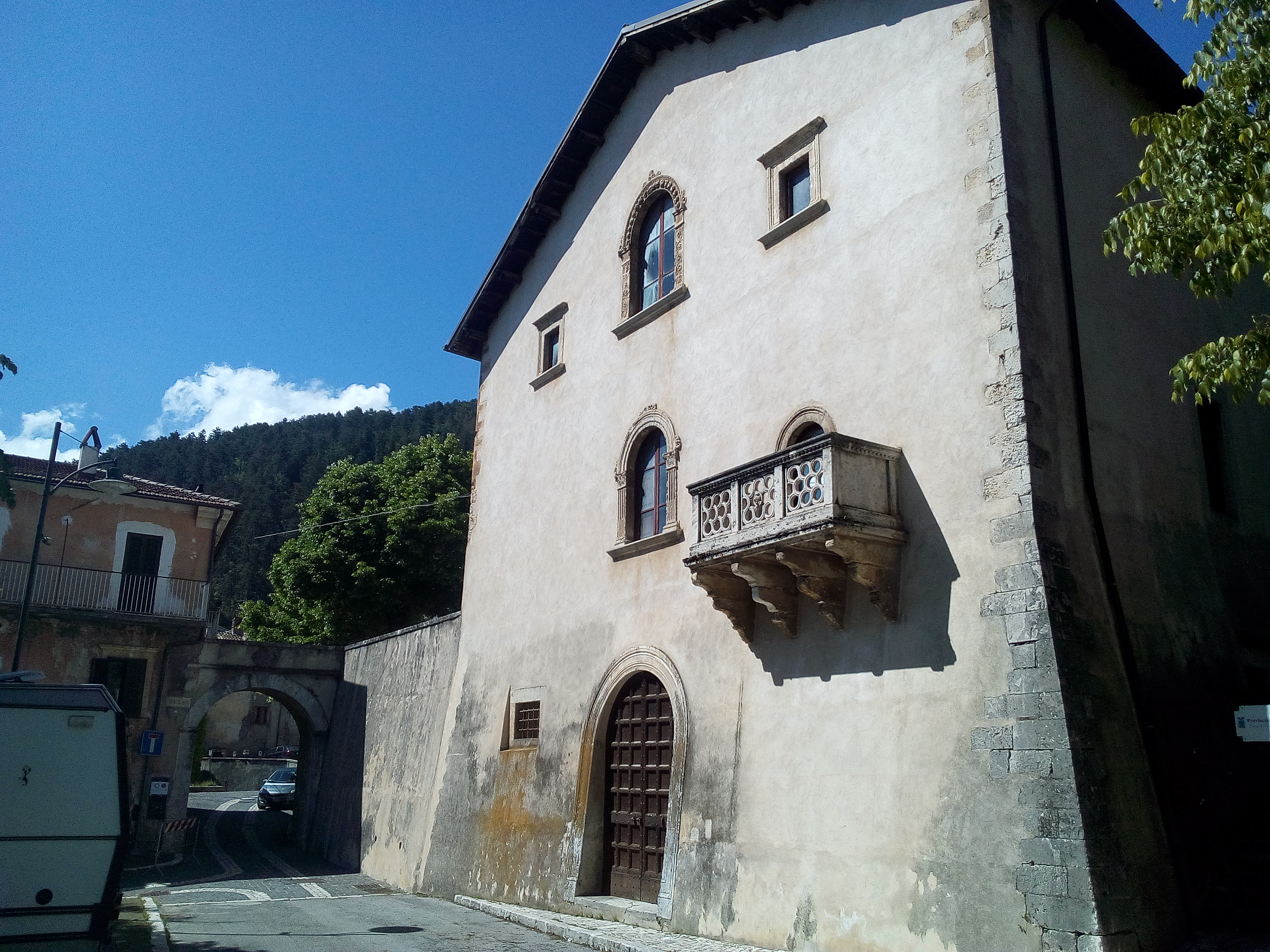
Veduta esterna del palazzo

Il palazzo già esistente nella prima metà del XIV secolo, come risulta da un documento di Orso Orsini del 20 aprile del 1336, era in origine molto diverso dalla struttura contemporanea che nel corso dei secoli ha subito diversi interventi di ingrandimento e rimaneggiamento che ne hanno modificato l'aspetto originario.
Nel corso del secolo successivo il conte Roberto Orsini fece ultimare i lavori costruendo il secondo piano del palazzo che, per garantire staticità all'intera struttura, costrinse le maestranze ad ingrandire il muro di sostegno del primo piano dell'edificio. Fu così che si dovette rinunciare al porticato in stile tardo gotico previsto precedentemente. 
Fu a cominciare dal 1467 che i Colonna, divenuti nel frattempo conti di Tagliacozzo e di gran parte delle terre della Marsica, eliminarono molti degli elementi decorativi che richiamavano agli spodestati Orsini sostituendoli con altri che esaltavano stemmi e motti di famiglia. 
Nel XVIII secolo furono realizzati dalla famiglia Colonna la rampa di scale tra il primo e il secondo piano ed ex novo il portale d'ingresso.
In epoca fascista vennero realizzati la scala d'onore ed altri grandi lavori di restauro che modificarono ulteriormente l'aspetto della struttura e a causa dei quali furono eliminate alcune stanze e relative pitture murali di contenuto mitologico.
La famiglia Colonna rimase proprietaria del palazzo signorile fino alla prima metà del XX secolo. Ad essa seguì la proprietà dei Barberini-Corsini, sotto il fascismo quella del GIL, infine quella dell'ente Regione Abruzzo. In seguito al terremoto della Marsica del 1915 il palazzo fu sede provvisoria, fino al 1924, della curia della diocesi dei Marsi (diocesi di Avezzano) che aveva dovuto lasciare la propria sede di Pescina.
Tra gli anni Ottanta e Novanta e nel 2008 sono stati realizzati alcuni lavori di restauro e risanamento di ampi spazi del palazzo.

## Descrizione
La caratteristica del palazzo, 4 000 m² interni calpestabili, è quella di avere due piani architettonicamente molto diversi. Il primo piano presenta molti elementi decorativi del tardo gotico a cominciare dalle finestre; il secondo piano, costruito successivamente, presenta invece uno stile rinascimentale.
Dei primi stemmi del periodo orsino presenti all'interno e nelle parti esterne della residenza sono rimasti al proprio posto un grande stemma sistemato sulla cappa di un camino, alcuni altri stemmi che si trovano sul soffitto in legno di una stanza del primo piano ed altri due, di più piccole dimensioni, impressi nelle parti decorative di una finestrina che si affaccia sul loggiato. Gli altri numerosi elementi decorativi richiamano gli stemmi di famiglia, il motto e altri simboli propri dei Colonna. 
Tra le parti più pregevoli, oltre alle pareti affrescate di alcune stanze e di altri spazi, figurano le due scale, il loggiato e la cappella Palatina. Gli affreschi della cappella, databili alla fine del Quattrocento sono stati attribuiti a Lorenzo da Viterbo. 
Durante la seconda guerra mondiale una parte dell'apparato pittorico dell'edificio è andato perduto.